# Смирдин, Александр Филиппович
Алекса́ндр Фили́ппович Смирди́н (21 января [1 февраля] 1795, Москва — 16 [28] сентября 1857, Санкт-Петербург) — русский книгопродавец и издатель. Главная заслуга Смирдина заключается в удешевлении книг, в достойной оценке литературных произведений как капитала и в укреплении прочной связи между литературой и книготорговлей. Его деятельность сыграла значительную роль в истории русского просвещения.

## Биография
Родился в Москве 21 января (1 февраля)  1795 года. В тринадцать лет Смирдин определился в книжную лавку своего дяди, московского книгопродавца Петра Алексеевича Ильина, а затем служил приказчиком в книжном магазине Ширяева, который в 1817 году рекомендовал его петербургскому книгопродавцу В. А. Плавильщикову. Заслужил такое безграничное доверие, что когда в 1823 году Плавильщиков умер, Смирдину по завещанию было дано право, за его службу, купить весь товар книжного магазина, библиотеку и типографию по той цене, по какой он захочет. Однако Смирдин не воспользовался этим правом, а сделал вызов всех книгопродавцев для оценки имущества Плавильщикова и сам назначил цену выше всех.
С этого времени начинается самостоятельная книгопродавческая и издательская деятельность Смирдина (первым его изданием был «Иван Выжигин» Булгарина). Вскоре Смирдин расширил торговлю, переехал из Гостиного двора к Синему мосту, а в 1830 году на Невский проспект, в дом Петро-Павловской церкви. В это время он уже хорошо знаком со многими современными ему писателями, и на праздновании им новоселья присутствовали Жуковский, Пушкин, Крылов и другие писатели. В память этого праздника был издан сборник «Новоселье» (1833 год), составленный из произведений гостей на новоселье.
Плодом продолжительной и неутомимой издательской деятельности Смирдина является длинный ряд самых разнообразных изданий: научных книг, учебников, произведений художественной литературы. Смирдин издал сочинения Карамзина, Жуковского, Пушкина, Крылова и других, а также некоторых других писателей, которые, может быть, не были бы никогда изданы, не будь Смирдина. Всего Смирдин издал книг больше, чем на три миллиона рублей.
В 1834 году он основал журнал «Библиотека для Чтения», явившимся самым распространённым журналом своего времени и положивший собой начало так называемым «толстым» журналам. Щедрость Смирдина в отношении гонорара привлекла к участию в его журнале лучших современных писателей. Одновременно Смирдин издавал сочинения большинства современных писателей, а в конце 1840-х годов предпринял «Полное собрание сочинений русских авторов», начиная с Ломоносова, Тредьяковского и др.
Отношение современных писателей к Смирдину носило характер задушевной дружбы. Ценя в нём начитанного и образованного во многих отношениях человека, многие писатели постоянно навещали его, проводя целые часы в беседе с ним. Со своей стороны Смирдин, преданный интересам литературы, относился с замечательным радушием к её представителям и не упускал случая оказать им ту или иную услугу. Каждое хорошее сочинение находило в нём издателя; каждый начинающий талант мог рассчитывать на его поддержку.
Довольно продолжительное время издания Смирдина широко распространялись и предприятия его шло успешно, но затем дела его пошатнулись. Причиной этого была его необычная щедрость в оплате литературного труда. Крылову за право издания его басен в количестве сорока тысяч экземпляров Смирдин уплатил 40000 рублей (ассигнациями). Пушкину он платил за каждую строку стихов по «червонцу», а за стихотворение «Гусар», напечатанное в «Библиотеке для чтения» 1834 года, уплатил 1200 рублей. Бескорыстие Смирдина и доверчивость его при отпуске книжного товара довели его, в конце концов, до полнейшего разорения; невзирая на поддержку со стороны правительства, разрешившего ему устройство лотереи для разыгрывания книг, Смирдин был объявлен несостоятельным должником. Библиотеку Смирдина в 1847 году приобрёл ранее служивший у него П. И. Крашенинников.
Последнее время своей жизни он провёл в совершенной нищете. После его смерти петербургскими книгопродавцами был издан «Сборник литературных статей, посвящённых русскими писателями памяти покойного книгопродавца-издателя Александра Филипповича Смирдина», в пользу его семейства и на постановку на его могиле памятника.
Большую ценность имеет составленная В. Г. Анастасевичем «Роспись российским книгам для чтения, из библиотеки Александра Смирдина» (1828), долгое время служившая единственной справочной книгой по русской библиографии.
Личная библиотека Смирдина составляла 12 036 названий в 50 000 томах. После его смерти была выкуплена и частично распродана, в 20-х годах XX века оставшаяся часть была продана Министерству иностранных дел Чехии. Хранится в Праге в Национальной библиотеке Чешской Республики.
Кроме «Библиотеки для Чтения» Смирдин с 1838 года издавал «Сын Отечества» под редакцией Н. А. Полевого и Н. И. Греча.
Умер в Петербурге 16 сентября (28 сентября) 1857 года. Был похоронен на Волковском православном кладбище; могила утрачена.

## Упоминания в литературе
В «Ревизоре» Н. Гоголя Хлестаков хвастается, что ему «Смирдин даёт за это [всем поправляет статьи] сорок тысяч».
В статье «Похождения Чичикова, или Мёртвые души» В. Г. Белинского упоминается «альманах Смирдина».